# 392e division d'infanterie
La 392e division d'infanterie (en Allemand : 392. Infanterie-Division (kroat.) ; en Croate : 392. (hrvatska) pješačka divizija) est une des trois divisions d'Infanterie Croates de la Wehrmacht, avec les 369 et 373 divisions d'infanterie, unité mixtes composée de cadres allemands et de volontaires de l'État indépendant de Croatie. Elle est formée en août 1943 à partir de soldats de la Garde nationale croate et des reliquats de la Kroatischen Ausbildungs Brigade.
Les différentes unités de la division jusqu'aux bataillons, voire aux compagnies, sont en effet encadrées par des Allemands. Initialement, la 392e est censée être envoyée sur le front de l'Est mais, finalement, elle conduit des opérations de lutte contre les Partisans en Yougoslavie jusqu'à la fin de la guerre. Elle est autrement appelée Division bleue.

## Histoire

### Formation
Après l'invasion de l'URSS par l'Axe en juin 1941, Ante Pavelic, le chef de l'État fantoche de Croatie, propose à Adolf Hitler d'envoyer des volontaires servir sur le front de l'Est. Bientôt, des forces terrestres, aériennes et maritimes sont déployées pour combattre l'Armée Rouge, après avoir été entraînées et équipées par les Allemands. La principale force croate est le 369e régiment d'infanterie croate, qui est une composante de la 100e division de chasseurs mais qui est décimée lors de la bataille de Stalingrad en juin 1943. Les forces croates combattent de manière honorable sur le front de l'Est et les Allemands continuent de soutenir le développement des forces de l'État croate, dans le but de lever plusieurs divisions. Du fait du manque de soldats expérimentés et d'officiers, ces divisions sont commandées par des Allemands.
La 392e division apparaît le 17 août 1943, quand elle commence à s'assembler et à s'entraîner en Autriche. C'est la troisième et dernière division croate recrutée pour le compte de la Wehrmacht, après la 369 division d'infanterie et la 373e division d'infanterie. Un des régiments d'infanterie et le régiment d'artillerie sont constitués à Döllersheim, l'autre régiment d'infanterie à Zwettl, le régiment du génie à Krems an der Donau et le régiment de communication à Stockerau. Elle comprend 3 500 Allemands chargés de l'encadrement de la division et 8 500 soldats de la Garde nationale croate, l'armée régulière de l'Etat indépendant de Croatie. Elle est dirigée par le Generalmajor (général de brigade) Johann Mickl, un récipiendaire de la Croix de chevalier de la croix de fer, jusqu'aux dernières semaines de la guerre. Précédemment, il a participé à la bataille de France, fait partie de l'Afrikakorps et il a commandé la 11e Panzerdivision sur le front de l'Est, où il reçoit les feuilles de chêne en plus de sa Croix de fer. Les hommes de la division portent l'uniforme de la Wehrmacht avec le blason de l’État indépendant de Croatie sur la manche droite. Si la division est censée combattre sur le front de l'Est, les Allemands décident finalement de l'utiliser pour des opérations sur le territoire de l'État indépendant de Croatie, où elle est déployée en janvier 1944 pour y lutter contre les Partisans,.

### Lutte contre les Partisans
La première mission de la division, lors de son arrivée dans les régions occidentales de l’État indépendant de Croatie, est de défendre le littoral de l'Adriatique, sur la côte croate entre Rijeka et Karlobag, incluant les différentes îles sauf Krk. C'est une responsabilité importante étant donné les craintes des Allemands d'un débarquement des Alliés dans la région. L'opération inclut la protection de la route d'approvisionnement entre Karlovac et Senj. Ces territoires sont alors largement maîtrisés par les Partisans depuis la capitulation italienne à l'automne 1943, notamment le port de Senj. La division est placée sous l'autorité du 15e corps d'armée de montagne, au sein de la 2e Panzer Armee et son quartier-général est d'abord situé à Karlovac. Elle prend aussi part à la défense de la ligne de chemin de fer entre Zagreb et Karlovac, à la suite de la 1re division de cavalerie. Avant que son déploiement ne soit terminé, elle reçoit l'ordre de relever la garnison croate d'Ogulin. Cela l'oblige à se déplacer vers le sud-ouest depuis Karlovac, entre les 13 et 16 janvier 1944. Lors de ses premiers engagements contre les Partisans, les soldats croates paniquent et les officiers allemands sont rapidement tués ou blessés. Quand les corps sont découverts, les tenues et les équipements ont souvent été récupérés et certains sont complètement nus. Le 16 janvier, Ogulin est atteint et la division continue vers le sud en direction de Skradnik, sécurisant les villages de la région.
Par la suite, l'opération Drežnica est menée, qui a pour but de s'emparer des cols de la Velika Kapela, un massif des Alpes Dinariques. Les deux cols sont situés à plus de 750 mètres d'altitude et la neige y est souvent très présente. Ralentie par des mines et des obstacles sur les routes, la division s'empare des cols de Kapela et de Vratnik avec des pertes très légères. Une série d'engagements s'ensuit le long de la route vers la côte et, après des combats rapprochés avec la 13e division des Partisans, elle s'empare et détruit la plupart des dépôts de celle-ci au nord-ouest de Lokve et sécurise Senj. Ensuite, le 847e régiment d'infanterie reçoit l'ordre de protéger le littoral et le 846e régiment d'infanterie se met en route pour sécuriser la principale voie de ravitaillement de la division, de Senj à Generalski Stol. Là, ils commencent à améliorer les positions le long de la route, notamment des forts italiens, établis dans les cols de Kapela et de Vratnik. Le 847e régiment d'infanterie se déploie le long du littoral entre Karlobag et Crikvenica et est soutenu par l'artillerie et le génie, qui commence à bâtir des fortifications en prévision d'une éventuelle invasion alliée. Les hommes à Karlobag font leur jonction avec la 264e division d'infanterie, qui a sous sa responsabilité la côte au sud-est. L'approvisionnement devient difficile en raison des actions des Partisans qui bloquent les routes depuis Karlovac et des bombardements alliés du port de Senj. À la fin du mois de février ou au début mois de mars, le 847e régiment, soutenu par un bataillon des Oustachis, progresse vers Plaški, où il est bloqué par la neige. Là, les Partisans attaquent leurs lignes de ravitaillement et tuent trente soldats. Plusieurs des corps des soldats tués sont pillés ou mutilés. Après la prise de Plaški, le bataillon des Oustachis poursuit les Partisans puis de revenir à Plaški, après avoir récupéré la plupart de l'équipement pillé.
En mars, le 847e régiment occupe les îles de Rab et de Pag sans rencontrer de résistance de la part des Partisans. Le même mois, le 846e régiment conduit une opération dans la vallée de la Gacka, autour d'Otočac, et soutient la Garde nationale croate dans l'application de la conscription dans la région. Durant le printemps de l'année 1944, le 846e régiment utilise des unités de chasseurs légèrement armées, de la taille d'une compagnie ou d'un bataillon. La division parvient à restaurer un lien terrestre avec la garnison de Gospić, qui dépendait du ravitaillement par la mer depuis la reddition italienne. En outre, elle repousse trois bataillons de Partisans des environs d'Otočac. Lors de ses combats en milieu montagneux, la division souffre du manque d'artillerie de montagne susceptible de soutenir les bataillons sur le terrain. En effet, l'artillerie divisionnaire est équipée d'obusiers de campagne d'une portée de douze kilomètres, ce qui limite la couverture possible par l'artillerie lors d'opérations mobiles.

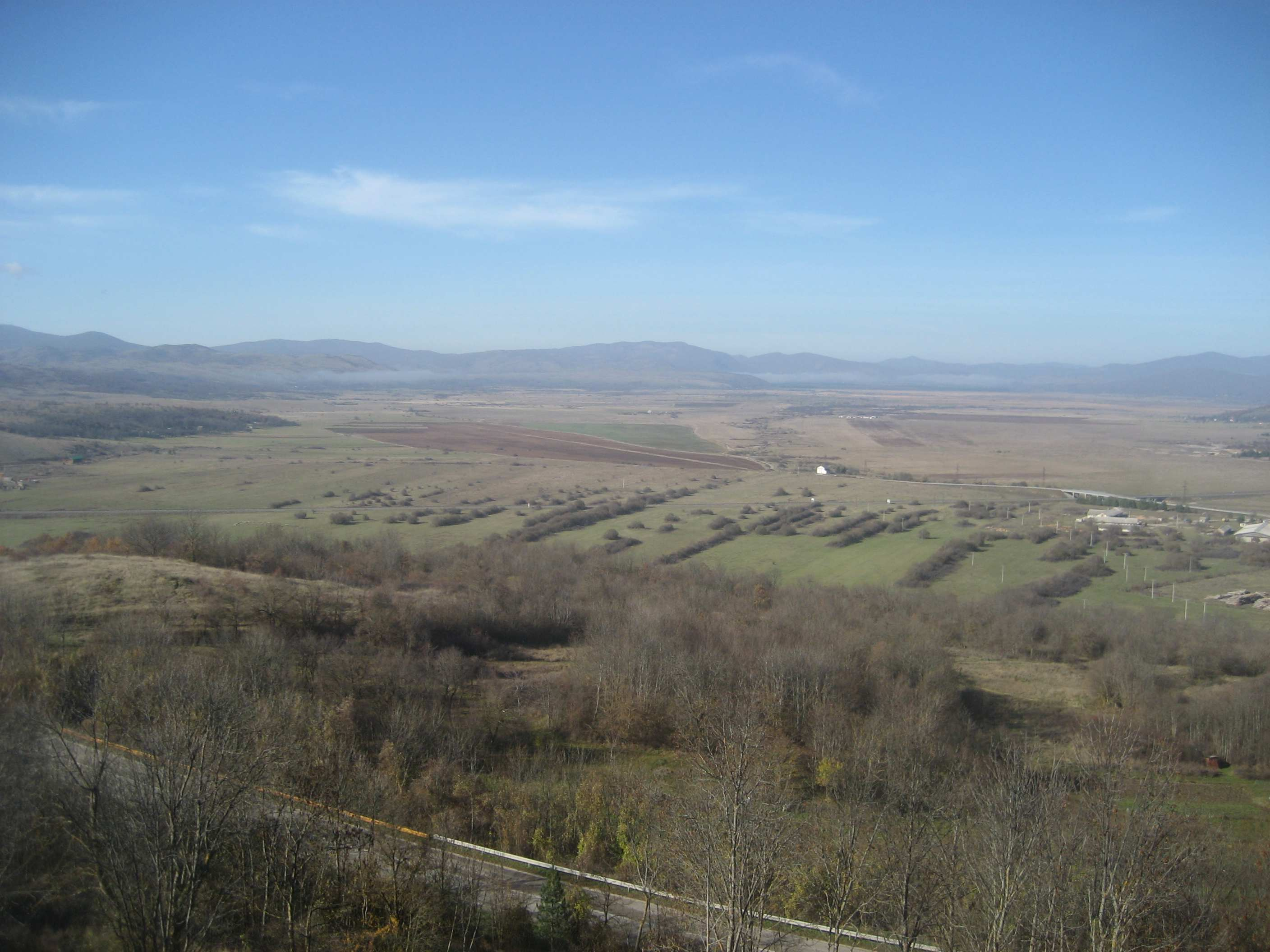
La région de Krbavsko polje où la est engagée contre les Partisans.

En avril 1944, Mickl est promu au titre de Generalleutnant et les Allemands s'aperçoivent sur la 13e division d'assaut des Partisans utilisent la vallée de la Dreznica pour y entreposer ses armes, cachant celles qu'ils ont pris aux Italiens dans les villages, les caves et même dans de fausses tombes dans les cimetières. Une telle situation est une forte source d'inquiétude pour l'Axe en cas de débarquement allié. À la mi avril, Mickl lance l'opération Keulenschlag pour nettoyer la zone, mobilisant le 846e régiment d'infanterie et certaines unités de le 847e régiment d'infanterie, soutenus par l'artillerie. Lors des deux semaines suivantes, la division repousse la 13e division d'assaut au nord, vers Mrkopalj et Delnice et s'empare de suffisamment de matériels pour équiper deux divisions, dont trente tonnes de munitions pour des armes légères et quinze tonnes de munitions pour l'artillerie.
Le 5 mai, la 35e division des Partisans lance une attaque depuis la région de Plitvice et prend le village de Ramljane. Les Partisans bloquent aussi la route d'Otočac à Gospić. En réponse, Mickl lance l'opération Morgenstern pour débarrasser la région d'Udbina des Partisans. Du 7 au 16 mai 1944, aux côtés d'éléments de la 373e division d'infanterie, du 92e régiment motorisé, d'un bataillon du 1er régiment de la Panzergrenadier division Brandenburg et d'Oustachis, la division est impliquée dans cette opération. Selon les sources allemandes, elle inflige de lourdes pertes aux Partisans (438 morts, 56 prisonniers) et entraîne la prise d'armes, de munitions, de véhicules et d'une grande quantité d'équipements divers. En outre, en mai, la division est renforcée par cinq cents Allemands, lui permettant de créer un bataillon de réserve. Jusqu'à la fin de la guerre, elle est engagée dans lutte contre les Partisans, combattant souvent aux côtés d'Oustachis,.

### Fin de la guerre
Au cours des derniers mois de la guerre, la division est engagée dans la défense du littoral nord de l'Adriatique et de la Lika. Mickl est touché à la tête par les Partisans près de Senj le 9 avril 1945 et meurt à l'hôpital à Rijeka le lendemain. La mission de la division est alors de combattre la 4e armée des Partisans qui avance depuis le sud-est et de soutenir le XCVIIe Corps, comprenant la 188e division de montagne et la 237e division d'infanterie, qui risque d'être encerclé près de Rijeka. La 392e division arrive dans la région de Rijeka à la mi-avril 1945. Toutefois, dans le même temps, les effectifs croates de la division ont fortement décru du fait des désertions, tandis que 3 000 d'entre eux peuvent quitter l'armée allemande.
Parmi les anciens membres de la division, certains parviennent à se rendre sur le littoral slovène dans les derniers jours de la guerre. Là, ils doivent former une nouvelle unité au sein des vestiges de l'armée de l'État indépendant de Croatie dirigée par le général Matija Parac. Plus tard, l'unité se retire finalement vers le nord de l'Italie, occupé par les Britanniques.
Quant à la 392e division, ce qu'il en reste reçoit l'ordre de se diriger vers le nord et la ville de Klagenfurt en Autriche. Certains des derniers Croates présents dans l'unité sont tués alors que le XCVIIe corps d'armée tente de progresser mais la formation est alors trop faible pour rejoindre sa destination. De ce fait, le 5 mai 1945, le Generaloberst (général d'armée) Alexander Löhr, général en chef du front sud-est, autorise le XCVIIe Corps, dont la 392e division, à se rendre. Les Partisans acceptent la reddition allemande le 7 mai. À cette date, les Croates et les troupes fascistes italiennes qui continuent de se battre aux côtés des Allemands peuvent quitter l'armée allemande. Pendant plusieurs jours, les troupes allemandes désarmées reçoivent l'autorisation de se rendre en Allemagne avant que, le 12 mai, les Partisans décident de les considérer comme des prisonniers de guerre.

## Théâtres d'opérations
| Date                     | Corp                 | Armée          | Heeresgruppe   | Secteur d'opération                        |
| ------------------------ | -------------------- | -------------- | -------------- | ------------------------------------------ |
| Novembre - Décembre 1943 |                      |                |                | Döllersheim (Autriche)                     |
| Janvier - Mars 1944      |                      |                |                | Zagreb (Croatie)                           |
| Avril - Décembre 1944    | XV. Armeekorps       | 2. Panzerarmee | Heeresgruppe F | Senj, Rab (île), Pag (île), Knin (Croatie) |
| Janvier- Mars 1945       | XV. Armeekorps       |                | Heeresgruppe F | Bihać (Bosnie-Herzégovine)                 |
| Avril 1945               | XV. Armeekorps       |                | Heeresgruppe E | Dalmatie                                   |
| Mai 1945                 | LXXXXVII. Armeekorps |                |                | Rijeka (Croatie)                           |

## Ordre de marche et dénominations successive
| Unité                                          | Date         | Type d'unité (arme) | Bat./Rgt.                                         | Division                          | Corp               | Armée          | Heeresgruppe   | Wehrkreis      | Garnison               | Ordre de marche                  | Effectifs théorique |
| ---------------------------------------------- | ------------ | ------------------- | ------------------------------------------------- | --------------------------------- | ------------------ | -------------- | -------------- | -------------- | ---------------------- | -------------------------------- | ------------------- |
| 392. Infanterie-Division (kroat.)              | 17/08/1943   | Infanterie          | ← Kroatischen Ausbildungs Brigade                 |                                   | XV. Armeekorps     | 2. Panzerarmee | Heeresgruppe F | Wehrkreis XVII | Döllersheim (Autriche) | 846 GR, 847 GR, 392 AR           |                     |
| 846 Grenadier-Regiment (kroat.)                | 17/08/1943   | Infanterie          | ← Kroatischen Ausbildungs Brigade                 | 392. Infanterie-Division (kroat.) | XV. Armeekorps     | 2. Panzerarmee | Heeresgruppe F | Wehrkreis XVII | Döllersheim (Autriche) | I. 1-4, II. 5-8, III. 9-12,13,14 |                     |
| 847 Grenadier-Regiment (kroat.)                | 17/08/1943   | Infanterie          | ← Kroatischen Ausbildungs Brigade                 | 392. Infanterie-Division (kroat.) | XV. Armeekorps     | 2. Panzerarmee | Heeresgruppe F | Wehrkreis XVII | Döllersheim (Autriche) | I. 1-4, II. 5-8, III. 9-12,13,14 |                     |
| 392 Artillerie-Regiment (kroat.)               | 17/08/1943   | Artillerie          | ← Kroatischen Ausbildungs Brigade                 | 392. Infanterie-Division (kroat.) | XV. Armeekorps     | 2. Panzerarmee | Heeresgruppe F | Wehrkreis XVII | Döllersheim (Autriche) | I. 1-3, II. 4-6                  |                     |
| → III./392 Artillerie-Regiment (kroat.)        | Février 1945 | Artillerie côtière  | → 434.Bttr/835 Heeres-Küstenartillerie-Abteilungs | 392. Infanterie-Division (kroat.) | LXXXXI. Armeekorps |                |                | Wehrkreis XIII | Döllersheim (Autriche) | III. 7-9                         |                     |
| 392 Panzerjäger-Abteilung (kroat.)             | 17/08/1945   | Chasseur de chars   | ← Kroatischen Ausbildungs Brigade                 | 392. Infanterie-Division (kroat.) | XV. Armeekorps     | 2. Panzerarmee | Heeresgruppe F | Wehrkreis XVII | Döllersheim (Autriche) | I. 1-2                           |                     |
| 392 Aufklärungs-Abteilungs (kroat.)            | 25/08/1943   | Reconnaissance      | ← Kroatischen Ausbildungs Brigade                 | 392. Infanterie-Division (kroat.) | XV. Armeekorps     | 2. Panzerarmee | Heeresgruppe F | Wehrkreis XVII | Döllersheim (Autriche) | I. 1-3                           |                     |
| 392 Pionier-Batalion (kroat.)                  | 17/08/1943   | Génie d'infanterie  | ← Kroatischen Ausbildungs Brigade                 | 392. Infanterie-Division (kroat.) | XV. Armeekorps     | 2. Panzerarmee | Heeresgruppe F | Wehrkreis XVII | Döllersheim (Autriche) | I. 1-3                           |                     |
| 392 Feldersatz-Batalion (kroat.)               | Mai 1944     | Réserve             |                                                   | 392. Infanterie-Division (kroat.) | XV. Armeekorps     | 2. Panzerarmee | Heeresgruppe F | Wehrkreis XVII | Döllersheim (Autriche) | I. 1-3                           |                     |
| → 392 Feldersatz-Batalion (kroat.)             | 1945         | Réserve             |                                                   | 392. Infanterie-Division (kroat.) | XV. Armeekorps     |                | Heeresgruppe E | Wehrkreis XVII | Döllersheim (Autriche) | I. 1-4                           |                     |
| 392 Inf.Div.Nachrichten-Abteilungs (kroat.)    | 26/08/1943   | Transmission        | ← Kroatischen Ausbildungs Brigade                 | 392. Infanterie-Division (kroat.) | XV. Armeekorps     | 2. Panzerarmee | Heeresgruppe F | Wehrkreis XVII | Döllersheim (Autriche) |                                  |                     |
| Kdr. der Inf.Div.Nachschubtruppen 392 (kroat.) | 17/08/1943   | Logistique          |                                                   |                                   | XV. Armeekorps     | 2. Panzerarmee | Heeresgruppe F |                |                        |                                  |                     |

## Liens
- Liste des divisions allemandes de la Seconde Guerre mondiale
- Soldats et volontaires étrangers du Troisième Reich
- 369e division d'infanterie (Allemagne)
- 373e division d'infanterie (Allemagne)